# Lysandra caelestis
Lysandra caelestis är en fjärilsart som beskrevs av Charles Oberthür. Lysandra caelestis ingår i släktet Lysandra och familjen juvelvingar. Inga underarter finns listade i Catalogue of Life.